# George Russell (compositor)
George Allen Russell (23 de junho de 1923 – 27 de julho de 2009) foi um pianista, compositor, arranjador e teórico de jazz estadunidense.  É considerado um dos primeiros músicos de jazz a contribuir para a teoria musical, criando um método de harmonia baseado no jazz em vez de na música europeia, teoria essa publicada em Lydian Chromatic Concept of Tonal Organization (1953).